# Anya Major
Anya Major (* 1966 im Vereinigten Königreich) ist eine britische Sportlerin, Darstellerin, Model und  Sängerin, die weltweite Bekanntheit erlangte durch ihre Mitwirkung in dem 1984er Werbespot für den Computerhersteller Apple und dem Musikvideo zu dem von Elton John aufgenommenen Lied Nikita, zu dessen Single-Auskoppelung sie in einer späteren Neuauflage auch auf dem Cover erschien.

## Apple-Werbespot
Für einen Werbespot zum neu konzipierten Apple Macintosh wurde dringend eine Hammerwerferin gesucht, nachdem es bei den Proben mit in dieser Disziplin ungeübten Darstellerinnen beinahe einen Todesfall gegeben hätte. Daher fiel die Wahl auf die passionierte Amateursportlerin Anya Major. Die offizielle Uraufführung des 60-sekündigen Spots wurde am 22. Januar 1984 beim Super Bowl zwischen den Los Angeles Raiders und den Washington Redskins (38:9) gezeigt.

## Nikita-Musikvideo und eigene Aufnahmen
Anschließend spielte Major in dem Musikvideo des gleichnamigen Liedes die Grenzsoldatin Nikita an der innerdeutschen Grenze.
In der Tradition dieser Darstellung nahm Major bald darauf das ebenfalls russisch anmutende Lied Moscow Nights auf, in dem sie „ihren Nikita“ vermisst. Auf dem Plattencover erschien ihr Konterfei in der Darstellung der Nikita aus dem vorgenannten Musikvideo. Nach einer weiteren Aufnahme des Liedes One Word war ihre kurze, aber aufsehenerregende Karriere im Rampenlicht der Weltöffentlichkeit beendet. Heute lebt sie mit ihrem Gatten Kim Rajah und ihren drei Kindern in England.